# ペプチド核酸

PNAの構造式

ペプチド核酸（ペプチドかくさん、英: peptide nucleic acid、中: 肽核酸）は主鎖にペプチド構造を保持した、DNAやRNAに似た構造を持つ分子である。PNAと略される。PNAは自然界には存在せず、完全に人工的に合成された分子であり、生物学や医療の分野で研究が進められている。
DNAとRNAは糖（デオキシリボース、もしくはリボース）を主鎖に持つが、PNAでは糖の代わりにN-(2-アミノエチル)グリシンがアミド結合で結合したものが主鎖となっている。そして核酸塩基に相当するプリン環やピリミジン環が、メチレン基とカルボニル基を介して主鎖に結合している。PNAではペプチドと同様にN末端を左側に、C末端を右側に書く。
PNAにはDNAやRNAに存在するようなリン酸部位の電荷が存在しないため、静電反発の影響が小さくなり、PNA/DNAの2重鎖はDNA/DNAの2重鎖よりも強い結合を形成する。PNA/DNAの2重鎖（チミン6残基のPNA / アデニン6残基のDNA）で融解温度 Tm を測定したところ31°Cであったが、同様の塩基を持つDNA/DNAの2重鎖の融解温度は10℃以下であったことが判明している。DNAの代わりにPNAを用いても、DNA同様に分子認識される。PNA/PNAの2重鎖はPNA/DNAの2重鎖よりも強い結合を有する。
人工ペプチド核酸のオリゴマーは分子生物学分野で研究が進められており、診断分析やアンチセンス療法などへの応用が検討されている。強い結合力を持つためそれほど長い鎖長は必要ないと考えられており、20–25残基で核酸認識が可能だと考えられている。PNAの鎖長を検討する際には、認識の特異性をどれだけ上げられるのかが重要な問題となる。PNA鎖が相補的DNAに結合する際にも正確な分子認識が行われており、ミスマッチ塩基対を含むPNA/DNAの2重鎖は、同様のミスマッチを持つDNA/DNAの2重鎖より不安定になることが知られている。PNA/RNAの2重鎖の場合もPNA/DNAの2重鎖と同様の結合力と特異性を持つ。また生体内に存在する分解酵素であるヌクレアーゼやプロテアーゼに認識されにくいため、酵素に対する分解耐性を持っている。広い範囲のpHで安定に存在するという特徴も持つ。
生命の起源に関して、DNA/RNAが遺伝情報を担っている現在のプロテインワールド以前には、非常に安定に存在し得るPNAが遺伝情報を担っていたという説がある。しかしこの仮説が広く受け入れられているわけではない。